# Fed Cup 2004
La Fed Cup 2004 corresponde a la 42ª edición del torneo de tenis femenino más importante por naciones. 16 equipos participaron en el Grupo Mundial.

## Grupo Mundial
| Equipos participantes | Equipos participantes | Equipos participantes | Equipos participantes |
| Argentina             | Australia             | Austria               | Bélgica               |
| Croacia               | República Checa       | Francia               | Alemania              |
| Japón                 | Italia                | Rusia                 | Eslovaquia            |
| Eslovenia             | España                | Suiza                 | Estados Unidos        |
| --------------------- | --------------------- | --------------------- | --------------------- |

## Eliminatorias
|  | Octavos de final | Octavos de final |                |   | Cuartos de final | Cuartos de final |  |  | Semifinales     | Semifinales     |  |  | Final           | Final           |
|  | 24-25 abril      | 24-25 abril      |                |   | 10-11 julio      | 10-11 julio      |  |  | 24-25 noviembre | 24-25 noviembre |  |  | 27-27 noviembre | 27-27 noviembre |
|  |                  |                  |                |   |                  |                  |  |  |                 |                 |  |  |                 |                 |
|  |                  |                  |                |   |                  |                  |  |  |                 |                 |  |  |                 |                 |
|  |                  |                  |                |   |                  |                  |  |  |                 |                 |  |  |                 |                 |
|  | Estados Unidos   | 4                |                |   |                  |                  |  |  |                 |                 |  |  |                 |                 |
|  | Estados Unidos   | 4                |                |   |                  |                  |  |  |                 |                 |  |  |                 |                 |
|  | Eslovenia        | 1                |                |   |                  |                  |  |  |                 |                 |  |  |                 |                 |
|  | Eslovenia        | 1                | Estados Unidos | 1 |                  |                  |  |  |                 |                 |  |  |                 |                 |
|  |                  |                  |                | 1 |                  |                  |  |  |                 |                 |  |  |                 |                 |
|  |                  | Austria          | 4              |   |                  |                  |  |  |                 |                 |  |  |                 |                 |
|  | Eslovaquia       | Austria          | 4              | 2 |                  |                  |  |  |                 |                 |  |  |                 |                 |
|  | Eslovaquia       |                  |                | 2 |                  |                  |  |  |                 |                 |  |  |                 |                 |
|  | Austria          | 3                |                |   |                  |                  |  |  |                 |                 |  |  |                 |                 |
|  | Austria          | 3                | Austria        | 0 |                  |                  |  |  |                 |                 |  |  |                 |                 |
|  |                  |                  |                | 0 |                  |                  |  |  |                 |                 |  |  |                 |                 |
|  |                  | Rusia            | 5              |   |                  |                  |  |  |                 |                 |  |  |                 |                 |
|  | Rusia            | Rusia            | 5              | 4 |                  |                  |  |  |                 |                 |  |  |                 |                 |
|  | Rusia            |                  |                | 4 |                  |                  |  |  |                 |                 |  |  |                 |                 |
|  | Australia        | 1                |                |   |                  |                  |  |  |                 |                 |  |  |                 |                 |
|  | Australia        | 1                | Rusia          | 4 |                  |                  |  |  |                 |                 |  |  |                 |                 |
|  |                  |                  |                | 4 |                  |                  |  |  |                 |                 |  |  |                 |                 |
|  |                  | Argentina        | 1              |   |                  |                  |  |  |                 |                 |  |  |                 |                 |
|  | Japón            | Argentina        | 1              | 1 |                  |                  |  |  |                 |                 |  |  |                 |                 |
|  | Japón            |                  |                | 1 |                  |                  |  |  |                 |                 |  |  |                 |                 |
|  | Argentina        | 4                |                |   |                  |                  |  |  |                 |                 |  |  |                 |                 |
|  | Argentina        | 4                | Rusia          | 3 |                  |                  |  |  |                 |                 |  |  |                 |                 |
|  |                  |                  |                | 3 |                  |                  |  |  |                 |                 |  |  |                 |                 |
|  |                  | Francia          | 2              |   |                  |                  |  |  |                 |                 |  |  |                 |                 |
|  | República Checa  | Francia          | 2              | 1 |                  |                  |  |  |                 |                 |  |  |                 |                 |
|  | República Checa  |                  |                | 1 |                  |                  |  |  |                 |                 |  |  |                 |                 |
|  | Italia           | 3                |                |   |                  |                  |  |  |                 |                 |  |  |                 |                 |
|  | Italia           | 3                | Italia         | 2 |                  |                  |  |  |                 |                 |  |  |                 |                 |
|  |                  |                  |                | 2 |                  |                  |  |  |                 |                 |  |  |                 |                 |
|  |                  | Francia          | 3              |   |                  |                  |  |  |                 |                 |  |  |                 |                 |
|  | Alemania         | Francia          | 3              | 0 |                  |                  |  |  |                 |                 |  |  |                 |                 |
|  | Alemania         |                  |                | 0 |                  |                  |  |  |                 |                 |  |  |                 |                 |
|  | Francia          | 5                |                |   |                  |                  |  |  |                 |                 |  |  |                 |                 |
|  | Francia          | 5                | Francia        | 5 |                  |                  |  |  |                 |                 |  |  |                 |                 |
|  |                  |                  |                | 5 |                  |                  |  |  |                 |                 |  |  |                 |                 |
|  |                  | España           | 0              |   |                  |                  |  |  |                 |                 |  |  |                 |                 |
|  | Suiza            | España           | 0              | 2 |                  |                  |  |  |                 |                 |  |  |                 |                 |
|  | Suiza            |                  |                | 2 |                  |                  |  |  |                 |                 |  |  |                 |                 |
|  | España           | 3                |                |   |                  |                  |  |  |                 |                 |  |  |                 |                 |
|  | España           | 3                | España         | 3 |                  |                  |  |  |                 |                 |  |  |                 |                 |
|  |                  |                  |                | 3 |                  |                  |  |  |                 |                 |  |  |                 |                 |
|  |                  | Bélgica          | 2              |   |                  |                  |  |  |                 |                 |  |  |                 |                 |
|  | Croacia          | Bélgica          | 2              | 2 |                  |                  |  |  |                 |                 |  |  |                 |                 |
|  | Croacia          |                  |                | 2 |                  |                  |  |  |                 |                 |  |  |                 |                 |
|  | Bélgica          | 3                |                |   |                  |                  |  |  |                 |                 |  |  |                 |                 |
|  | Bélgica          | 3                |                |   |                  |                  |  |  |                 |                 |  |  |                 |                 |

- En cursiva equipos que juegan de local.

### Final
| Ice Stadium Krylatskoe, Moscú, Rusia 27 al 28 de noviembre de 2004 |                    |                                  |    |    |   |  |  |  |  |
| \| 1 \| \| Svetlana Kuznetsova \| 6 \| 65 \| 6 \| \| \| \| \| \| 1 \| \| Nathalie Dechy \| 3 \| 7 \| 8 \| \| \| \| \| \| 2 \| \| Anastasia Myskina \| 6 \| 7 \| \| \| \| \| \| \| 2 \| \| Tatiana Golovin \| 4 \| 65 \| \| \| \| \| \| \| 3 \| \| Anastasia Myskina \| 6 \| 6 \| \| \| \| \| \| \| 3 \| \| Nathalie Dechy \| 3 \| 4 \| \| \| \| \| \| \| 4 \| \| Svetlana Kuznetsova \| 4 \| 1 \| \| \| \| \| \| \| 4 \| \| Tatiana Golovin \| 6 \| 6 \| \| \| \| \| \| \| 5 \| \| Anastasia Myskina-Vera Zvonareva \| 7 \| 7 \| \| \| \| \| \| \| 5 \| \| Marion Bartoli-Emilie Loit \| 65 \| 5 \| \| \| \| \| \| |                    |                                  |    |    |   |  |  |  |  |
| 1 | Bandera de Rusia   | Svetlana Kuznetsova              | 6  | 65 | 6 |  |  |  |  |
| 1 | Bandera de Francia | Nathalie Dechy                   | 3  | 7  | 8 |  |  |  |  |
| 2 | Bandera de Rusia   | Anastasia Myskina                | 6  | 7  |   |  |  |  |  |
| 2 | Bandera de Francia | Tatiana Golovin                  | 4  | 65 |   |  |  |  |  |
| 3 | Bandera de Rusia   | Anastasia Myskina                | 6  | 6  |   |  |  |  |  |
| 3 | Bandera de Francia | Nathalie Dechy                   | 3  | 4  |   |  |  |  |  |
| 4 | Bandera de Rusia   | Svetlana Kuznetsova              | 4  | 1  |   |  |  |  |  |
| 4 | Bandera de Francia | Tatiana Golovin                  | 6  | 6  |   |  |  |  |  |
| 5 | Bandera de Rusia   | Anastasia Myskina-Vera Zvonareva | 7  | 7  |   |  |  |  |  |
| 5 | Bandera de Francia | Marion Bartoli-Emilie Loit       | 65 | 5  |   |  |  |  |  |

## Repesca Grupo Mundial de 2004
La Repesca Grupo Mundial 2004 de la Copa Fed se disputó los días 10 y 11 de julio de 2004, y los resultados de esta fase se detallan en el siguiente esquema:
| Sede de la confrontación | Ganador         | Marcador | Perdedor    |
| ------------------------ | --------------- | -------- | ----------- |
| Bang Kapi                | Tailandia       | 3-2      | Australia   |
| São Paulo                | Croacia         | 4–1      | Brasil      |
| Tallinn                  | República Checa | 3–2      | Estonia     |
| Ilyichevsk               | Alemania        | 3–2      | Ucrania     |
| Plovdiv                  | Japón           | 3–2      | Bulgaria    |
| Bratislava               | Eslovaquia      | 4–0      | Bielorrusia |
| Yakarta                  | Indonesia       | 4–1      | Eslovenia   |
| Dorval                   | Suiza           | 3–2      | Canadá      |

## Zona Americana

### Grupo 1
- Brasil — promocionado a repesca del Grupo Mundial.
- Canadá — promocionado a repesca del Grupo Mundial.
- Chile - relegado al Grupo 2 en 2005.
- Colombia - relegado al Grupo 2 en 2005.
- Cuba
- El Salvador
- México
- Puerto Rico
- Uruguay

### Grupo 2
- Bolivia — promocionado al Grupo 1 en 2005.
- República Dominicana
- Ecuador
- Guatemala
- Jamaica
- Paraguay — promocionado al Grupo 1 en 2005.
- Venezuela

## Zona Asia/Oceanía

### Grupo 1
- China
- China Taipéi
- India — promocionado a repesca del Grupo Mundial.
- Indonesia
- Nueva Zelanda
- Filipinas - relegado al Grupo 2 en 2005.
- Corea del Sur
- Tailandia — promocionado a repesca del Grupo Mundial.
- Uzbekistán - relegado al Grupo 2 en 2005.

### Grupo 2
- Kazajistán — promocionado al Grupo 1 en 2005.
- Equipo de las islas de Oceanía
- Singapur — promocionado al Grupo 1 en 2005.
- Siria
- Turkmenistán

## Zona Europa/África

### Grupo 1
- Bielorrusia — promocionado a repesca del Grupo Mundial.
- Bulgaria — promocionado a repesca del Grupo Mundial.
- Dinamarca
- Estonia — promocionado a repesca del Grupo Mundial.
- Grecia
- Israel
- Hungría
- Lituania - relegado al Grupo 2 en 2005.
- Países Bajos
- Polonia
- Serbia y Montenegro
- Sudáfrica
- Suecia
- Ucrania — promocionado a repesca del Grupo Mundial.

### Grupo 2
- Egipto - relegado al Grupo 3 en 2005
- Finlandia
- Jordania
- Reino Unido — promocionado al Grupo 1 en 2005
- Irlanda
- Letonia
- Luxemburgo — promocionado al Grupo 1 en 2005
- Rumania
- Turquía - relegado al Grupo 3 en 2005

### Grupo 3
- Argelia
- Bosnia y Herzegovina
- Botsuana
- Kenia
- Malta
- Namibia
- Noruega — promocionado al Grupo 2 en 2005
- Túnez — promocionado al Grupo 2 en 2005